# Greeniella ramosa
Greeniella ramosa är en insektsart som beskrevs av Williams 1960. Greeniella ramosa ingår i släktet Greeniella och familjen pansarsköldlöss. Inga underarter finns listade i Catalogue of Life.